# 리에드송
리에드송 다 실바 무니스(포르투갈어: Liedson da Silva Muniz, 1977년 12월 17일 ~ )는 브라질과 포르투갈 이중 국적을 보유한 스트라이커로 현재 은퇴하였다. 브라질에서 출생하였으나 포르투갈 축구 국가대표팀에서 활약하였다.
그는 포르투갈 무대에서의 뛰어난 활약으로 'Liedshow'라고 불리기도 하며, 다소 마른 체격으로 'Levezinho' (마른 사람)라는 별명도 있다.

## 클럽 경력
리에드송은 특히 다소 늦은 나이에 축구 선수 생활을 시작한 것으로도 유명한데, 그는 무려 22살때까지 브라질의 한 수퍼마켓에서 종업원으로 일하며 주말에 아마추어 축구팀에서 축구를 하는 평범한 브라질 청년이었다. 늦은 출발에도 불구하고 그는 뛰어난 득점력을 보이며, 2003년 여름에 포르투갈 최고의 클럽인 스포르팅 CP로 이적하게 되었으며, 이적 이후 포르투갈에서 두 번의 득점왕을 차지하고 유럽 실버골을 수상하였다. 또한 스포르팅 역사상 UEFA 챔피언스리그에서 가장 많은 득점을 올린 선수에 올랐다. 2010년 10월 21일 KAA 헨트와의 경기에서 스포르팅의 유럽 대회 200번째 골을 기록하기도 하였다.
지난 2011년 1월 210만 5000유로의 이적료로 브라질 클럽 코린치안스 로 이적했다.

## 국가대표 경력
2003년 8월 26일부터 2009년 8월 26일까지 포르투갈에서의 6년간의 거주조건을 충족시키게 됨에 따라 합법적으로 포르투갈 시민권을 취득했으며, 포르투갈 국가대표로 선발되어 2009년 9월 5일 덴마크와의 2010년 월드컵 예선 경기에서 데뷔전을 치렀다. 그리고 리에드송은 월드컵 본선 무대에서 북한과의 조별리그 2차전에 출전해 5-0을 만드는 추가골을 넣었고, 포르투갈은 7-0 대승을 거두었다.

## 우승기록
포르투갈 컵 2회 (2006/2007, 2007/2008)
포르투갈 슈퍼컵 2회 (2007/2008, 2008/2009)

## 커리어 기록
| 클럽        | 시즌    | 리그 | 리그 | 컵   | 컵   | 리그컵 | 리그컵 | 대륙 | 대륙 | 총계 | 총계 |
| 클럽        | 시즌    | 출장 | 득점 | 출장 | 득점 | 출장   | 득점   | 출장 | 득점 | 출장 | 득점 |
| ----------- | ------- | ---- | ---- | ---- | ---- | ------ | ------ | ---- | ---- | ---- | ---- |
| 코리치바    | 2001    | 9    | 5    | –    | –    | –      | –      | –    | –    | 9    | 5    |
| 코리치바    | 합계    | 9    | 5    | –    | –    | –      | –      | –    | –    | 9    | 5    |
| 플라멩구    | 2002    | 24   | 14   | –    | –    | –      | –      | –    | –    | 24   | 14   |
| 플라멩구    | 합계    | 24   | 14   | –    | –    | –      | –      | –    | –    | 24   | 14   |
| 코린치안스  | 2003    | 14   | 10   | –    | –    | –      | –      | –    | –    | 14   | 10   |
| 코린치안스  | 합계    | 14   | 10   | –    | –    | –      | –      | –    | –    | 14   | 10   |
| 스포르팅 CP | 2003–04 | 27   | 15   | 2    | 1    | –      | –      | 4    | 3    | 33   | 19   |
| 스포르팅 CP | 2004–05 | 31   | 25   | 2    | 1    | –      | –      | 14   | 9    | 47   | 35   |
| 스포르팅 CP | 2005–06 | 31   | 15   | 5    | 2    | –      | –      | 2    | 0    | 38   | 17   |
| 스포르팅 CP | 2006–07 | 28   | 15   | 6    | 6    | –      | –      | 5    | 0    | 39   | 21   |
| 스포르팅 CP | 2007–08 | 26   | 11   | 3    | 3    | 5      | 4      | 11   | 6    | 45   | 24   |
| 스포르팅 CP | 2008–09 | 26   | 17   | 2    | 2    | 3      | 4      | 4    | 2    | 35   | 25   |
| 스포르팅 CP | 2009–10 | 28   | 13   | 3    | 3    | 2      | 2      | 13   | 4    | 46   | 22   |
| 합계        | -       | 198  | 111  | 23   | 18   | 10     | 10     | 51   | 24   | 283  | 163  |
| 총 계       | 총 계   | 244  | 140  | 23   | 18   | 10     | 10     | 51   | 24   | 330  | 192  |